# Пенні (монета Фінляндії)

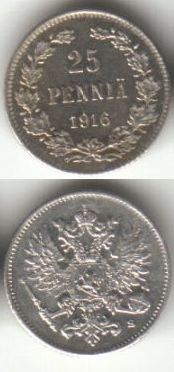
25 фінляндських пенні 1916 року

Пе́нні (фін. penni, p) — в минулому розмінна монета Фінляндії. До переходу Фінляндії, 1 січня 2002 році на євро, пенні була обіговою монетою у країні. Фінляндська марка, складалася зі 100 фінляндських пенні. Були в обігу в 1860—2002 роках.
Монети карбувалися на Гельсінгфорському монетному дворі (після здобуття незалежності Монетний двір Фінляндії).

## Історія

### Пенні Російської імперії для Фінляндії
У 1860 році, згідно з указом Олександра ІІ, по всій території Фінляндії (Велике князівство Фінляндське) вводилась в обіг власна валюта. Вона отримала назву «марка» (markka (фін.). Назву валюти придумав колекціонер, дослідник та записувач «Калевали» Еліас Леннрот. Розмінні пенні карбувалися в міді (1, 5 та 10 пенні) та у сріблі (25, 50 пенні). Всі написи на монетах були фінською мовою. Монети в 1, 5 і 10 пенні мали на аверсі вензель імператорів (які також були великі князі Фінляндські) Олександра II (A II), Олександра III (A III) і Миколи II (N II). На монетах в 25 і 50 пенні замість імператорських вензелів був зображений герб Великого князівства Фінляндського.

### Пенні тимчасового уряду Росії для Фінляндії
див.Велике князівство Фінляндське

25 фінляндських пенні 1917 року

У 1917 році, відбувся випуск монет зміненого вигляду. Здебільшого вони нагадували попередні імперські монети, але були внесені деякі зміни. Аверс монет 1, 5 та 10 пенні став майже тотожнім до монет 25 та 50 пенні — замість князівських вензелів з'являється герб Великого князівства Фінляндського, але позбавлений корон. Також на аверсі цих монет була відсутня позначка мінцмейстера.
Вигляд реверсу, розміри монет, їхня вага та використаний при карбуванні матеріал були такі ж, як і за часів Російської імперії (стопа не змінилася).

### Пенні Фінської Соціалістичної Робітничої Республіки
Див. Фінська Соціалістична Робітнича Республіка

5 пенні 1918 року, Фінська Соціалістична Робітнича Республіка

Під час недовготривалого існування фінського соціалістичного уряду в 1918 році було викарбувано монету номіналом 5 пенні. На аверсі монети зображалися фанфари в лавровому вінку. По колу монети містилися надписи: «Республіка Фінляндія» (фін. SUOMI) та «Праця народу — влада народу» (фін. KANSAN TYÖ, KANSAN VALTA). Нижче надпису вказувався рік карбування. На реверсі вказувався номінал, з обох боків пелюстки квітів. З реверсу цих пенні будувалася модель для пізніших дрібних монет Фінляндії. Тираж монети — 34 880. Відомостей про паперові гроші Фінської Соціалістичної Робітничої Республіки, немає.

### Пенні Республіки Фінляндія
Див. Фінляндія

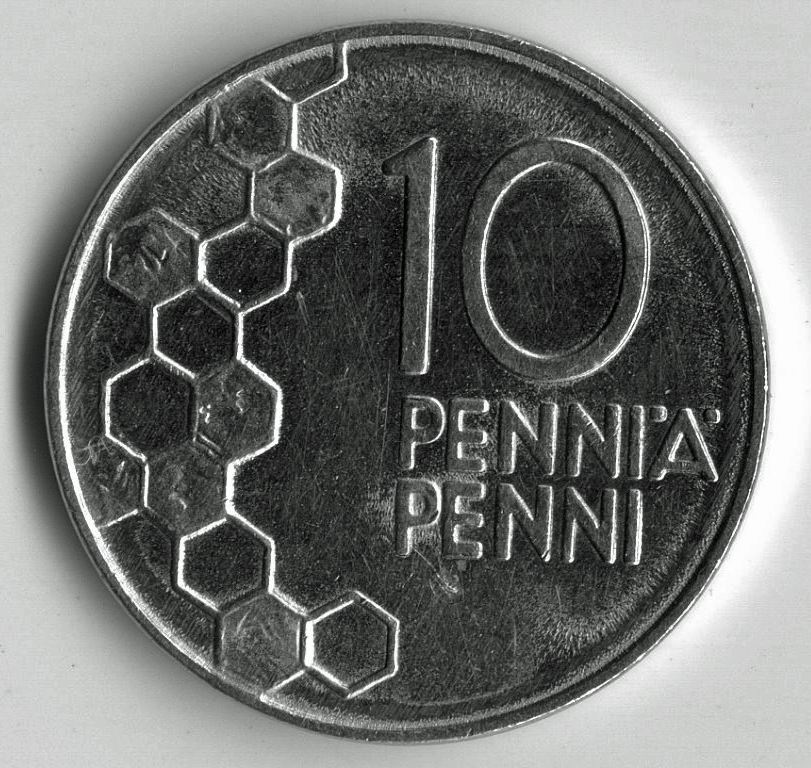
10 фінляндських пенні 1992 року

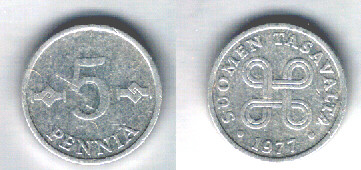
5 фінляндських пенні 1977 року

Після здобуття Фінляндією незалежності у 1917 році, номінали монет залишилися колишніми, але змінився їхній зовнішній вигляд. Перш за все, було скасовано російську імперську символіку, на монетах почали карбувати герб фінської держави. Фінський коронований лев, який з мечем стоїть на шаблі, стає майже постійним символом на монетах. Нові монети були введені в обіг у 1918—1921 роках.
Зовнішній вигляд деяких монет (1, 5 пенні) змінився у 1940—1941 роках. Монети отримали отвір у центрі, також фінського лева було замінено на рослинний орнамент.
У 1963 році змінилися зовнішній вигляд і номінали монет: були випущені монети в 1, 5, 10, 20 і 50 пенні.
У 1969—1990 роках кілька разів змінювався зовнішній вигляд монет, але встановлені в 1963 році номінали залишалися без змін.
З 1990 року написи на монетах стали двомовними: фінською та шведською мовами. Також змінився дизайн монет. На аверсі розміщувалося зображення представника флори чи фауни Фінляндії: 10 (конвалія звичайна), 50 (ведмідь).
1 січня 2002 року Фінляндія ввела монети євро, на аверсі яких, як і на скасованому пенні, зображено фінського лева.